# Šići (Bugojno, BiH)
Šići su naseljeno mjesto u općini Bugojno, Federacija Bosne i Hercegovine, BiH.

## Povijest
Naselje je stradalo u bošnjačko-hrvatskom sukobu. 

## Stanovništvo

### 1991.
Nacionalni sastav stanovništva 1991. godine, bio je sljedeći:
ukupno: 441
- Hrvati - 419
- Muslimani - 4
- Srbi - 2
- Jugoslaveni - 1
- ostali, neopredijeljeni i nepoznato - 15

### 2013.
Nacionalni sastav stanovništva 2013. godine, bio je sljedeći:
ukupno: 322
- Hrvati - 316
- Bošnjaci - 4
- ostali, neopredijeljeni i nepoznato - 2